# De Amerikaantjes
De Amerikaantjes was de naam van een Nederlands zangduo, afkomstig uit Meterik. Het duo bestond uit de zusjes Annie en Mientje van Rengs. In 1965 werden ze ontdekt door Addy Kleijngeld, en namen ze in de CNR-studio in Amsterdam twee platen op: De grote beer en Als er wolken zijn.
Ten tijde van de opnames waren de dames 19 en 17 jaar oud, en werden begeleid door hun instructeur Louis Kleeven.

## Discografie

### Singles
| Single met eventuele hitnotering(en) in de Nederlandse Top 40 | Datum van verschijnen | Datum van binnenkomst | Hoogste positie | Aantal weken | Opmerkingen |
| ------------------------------------------------------------- | --------------------- | --------------------- | --------------- | ------------ | ----------- |
| Pre-Top 40                                                    |                       |                       |                 |              |             |
| De grote beer                                                 | 1965                  |                       |                 |              |             |
| Als er wolken zijn                                            | 1965                  |                       |                 |              |             |